# Brumptia bicaudata
Brumptia bicaudata är en plattmaskart. Brumptia bicaudata ingår i släktet Brumptia och familjen Brumptidae. Inga underarter finns listade i Catalogue of Life.